# Cold War Kids
Cold War Kids – amerykański zespół indie-rockowy założony w Long Beach w Kalifornii w 2004. Formacja w okresie całej swojej działalności odbyła trasy koncertowe m.in. z takimi artystami jak Muse, Death Cab for Cutie, Clap Your Hands Say Yeah, Beck, Dr. Dog, Elvis Perkins, Two Gallants, Editors. Obecnie zespół ma w dorobku sześć albumów studyjnych i występy na wielu festiwalach rockowych (m.in. trzykrotnie na Lollapalooza); w lutym 2010 formacja rozpoczęła nagrania do nowego albumu zatytułowanego Mine Is Yours, który ukazał się 4 stycznia 2011 roku.

## Skład
- Nathan Willett – śpiew, pianino, gitara
- Matt Maust – gitara basowa
- Matthew Schwartz – pianino, gitara, wokal wspierający
- Joe Plummer – perkusja
- David Quon – gitara, wokal wspierający

## Dyskografia

### Albumy studyjne
- Robbers & Cowards (2006) #173 US[4], #35 UK[5]
- Loyalty to Loyalty (2008) #21 US[4], #68 UK[5], #20 AUS[6], #3 US Independent Albums[4]
- Mine Is Yours (2011)[3]
- Dear Miss Lonelyhearts (2013)[7]
- Hold My Home (2014)[8]
- L.A. Divine (2017)[9]

### EP
- Mulberry Street (2005)
- With Our Wallets Full (2006)
- Up in Rags (2006)
- We Used to Vacation (2006)
- Live from SoHo (2007) (dostępne jedynie za pośrednictwem iTunes)
- Benefit at the District (bootleg wydany online) (2007)
- Live from the Paradiso (2008)
- Live at Fingerprints (2008)
- Behave Yourself (19 stycznia 2010) #US 177[4]

### Single
- „Hair Down” (2006)
- „We Used To Vacation” (2006)
- „Hang Me Up to Dry” (2007) UK #57
- „Hospital Beds” (2007)
- „Hang Me Up to Dry (Re-Release)” (2007) UK #65, #26 US Modern Rock[10]
- „Something is Not Right With Me” (2008) #39 US Modern Rock[10]
- „I've Seen Enough” (2009)
- „Audience” (2009)
- „Louder Than Ever” (2010)

## Festiwale
Lista festiwali, w których zespół wziął udział.
- Lollapalooza (2006, 2007, 2009)
- Bonnaroo (2007)
- Reading and Leeds Festivals 2007
- Glastonbury (2007, 2009)
- Austin City Limits (2007)
- Radio 1's Big Weekend (2007)
- Coachella (2008)
- Sasquatch (2008)
- T in the Park (2008)
- Oxegen (2008)
- Pukkelpop (2008)
- BBC Electric Proms (2008)
- Outside Lands (2008)
- Splendor in the Grass (2008)
- V Festival (2009)
- Bumbershoot (2009)
- Melt! festival (2009)
- Rock en Seine (2009)
- Hurricane Festival (2009)
- Rock'n Coke (2009)